# 다이신촌
다이신촌(大信村)은 후쿠시마현 니시시라카와군에 있던 촌이다. 2005년 11월 7일 다이신촌 및 시라카와시, 히가시촌, 오모테고촌 등 4개 시·촌이 합병하여 새로운 시라카와시가 설치되고 폐지되었다.

## 역사
- 1955년 4월 10일 - 오야촌·시노부촌이 합병해 다이신촌이 성립하였다.
- 1975년 4월 1일 - 국도 294호의 도치기현 하가군 마시코정, 후쿠시마현 시라카와시, 후쿠시마현 아이즈와카마쓰시 사이의 구간이 제정되었다.
- 2005년 11월 7일 다이신촌 및 시라카와시, 히가시촌, 오모테고촌 등 4개 시·촌이 합병하여 새로운 시라카와시가 설치되고 폐지되었다.

## 교통

### 도로
- 국도 4호선